# Estación Catamarca (Belgrano)
Catamarca es una estación de ferrocarril ubicada en la ciudad de San Fernando del Valle de Catamarca, capital de la provincia de Catamarca, Argentina.

## Servicios
No presta servicios de pasajeros ni de cargas. Sus vías corresponden al Ramal A del Ferrocarril General Belgrano.
Desde aquí partía el Ramal A6 hacia Superí.
Los servicios de pasajeros existieron hasta 1977, se desconocen como eran los mismos hasta ese momento, aunque al parecer se componía de un servicio coche motor que unía Córdoba con San Fernando del Valle de Catamarca, y que en la capital cordobesa combinaba con los servicios principales del Mitre y del Belgrano. Desde 1976 a 1992, se reemplazó ese servicio por una combinación ferroautomotor en Córdoba, para conectarse a Buenos Aires.